# 沙河镇 (滁州市)
沙河镇，是中华人民共和国安徽省滁州市南谯区下辖的一个乡镇级行政单位。

## 行政区划
沙河镇下辖以下地区：
沙河社区、龙亭社区、新塘村、油坊村、白米村和草王村。